# Trendelmoor
Das Trendelmoor ist ein Naturschutzgebiet in der schleswig-holsteinischen Gemeinde Hornbek im Kreis Herzogtum Lauenburg.
Das aus zwei Teilflächen bestehende Naturschutzgebiet liegt zwischen Hornbek und Roseburg südwestlich von Mölln inmitten landwirtschaftlicher Nutzflächen. Nach Osten schließen sich Waldflächen an. Die südliche Teilfläche des Naturschutzgebietes ist Bestandteil des FFH-Gebietes „Kleinstmoore bei Hornbek“. Das Gebiet befindet sich in der Gemeinde Hornbek auf einem abgetorften Moorstandort als vielfältiger Biotopkomplex aus Birkenbruch, Wasserflächen mit Röhrichtbereichen, Seggenrieden, Wollgras- und Torfmoosflächen. Brutplätze des Kranichs sind vorhanden.
Das Naturschutzgebiet stellt einen Birkenbruchwald und Kiefernwald auf einem abgetorften Hochmoor sowie anschließende Bereiche mit Hochstauden und seggenreichen Nasswiesen unter Schutz. Teile des Schutzgebietes wurden in den 1980er-Jahren wiedervernässt, so dass sich die Flächen regenerieren können. Hier kommen Torfmoose und kleinflächig Reste an Hochmoorvegetation vor.

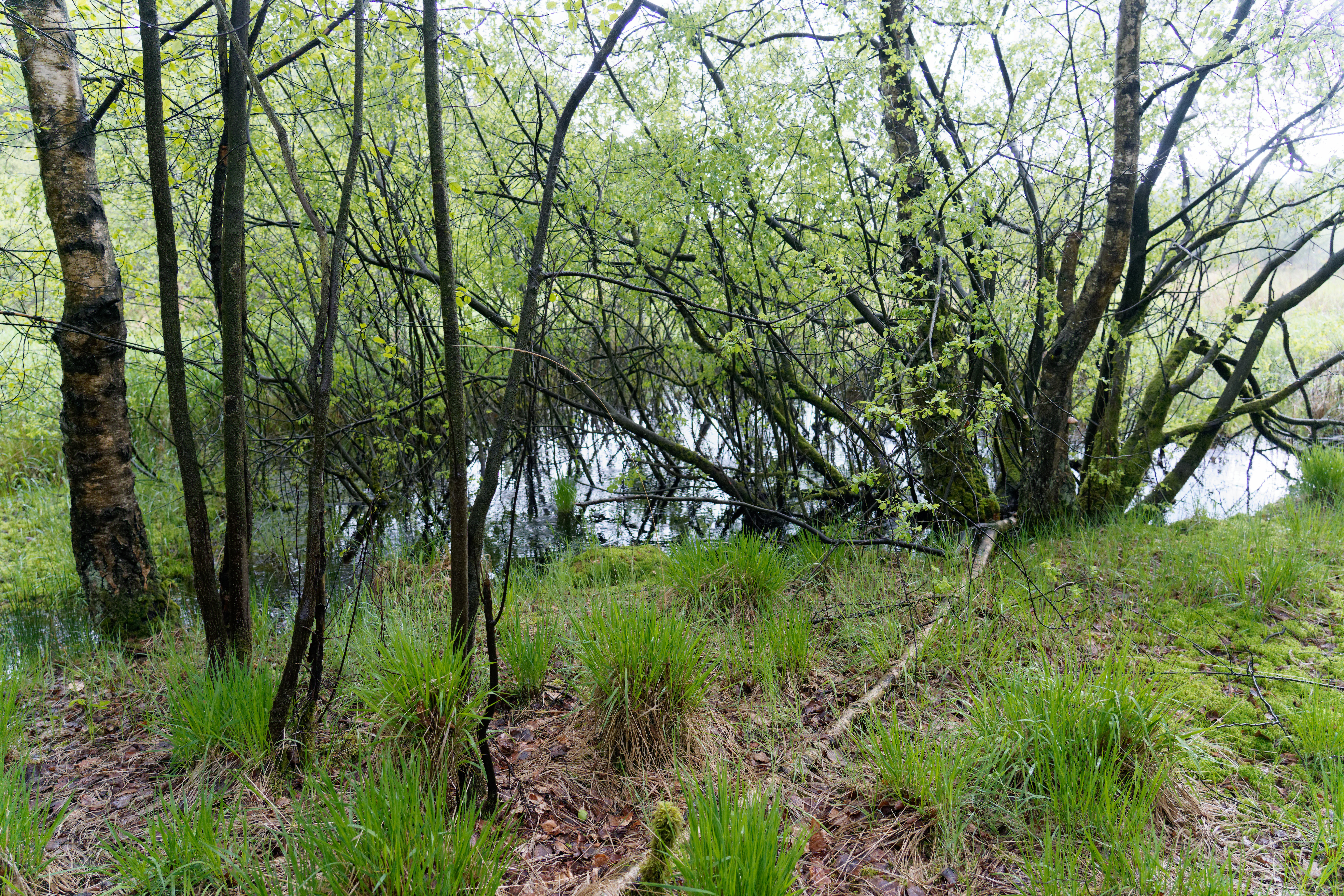
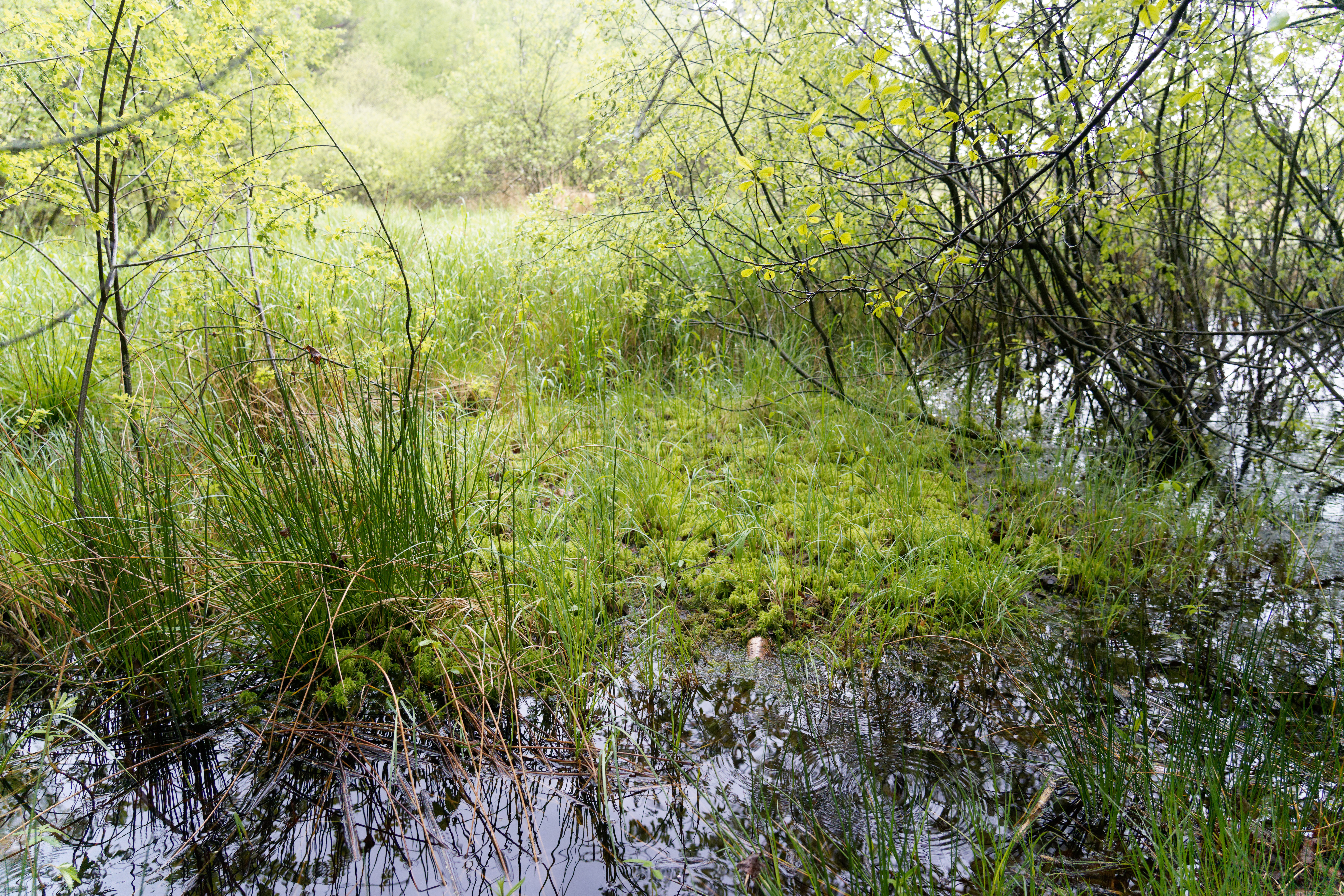
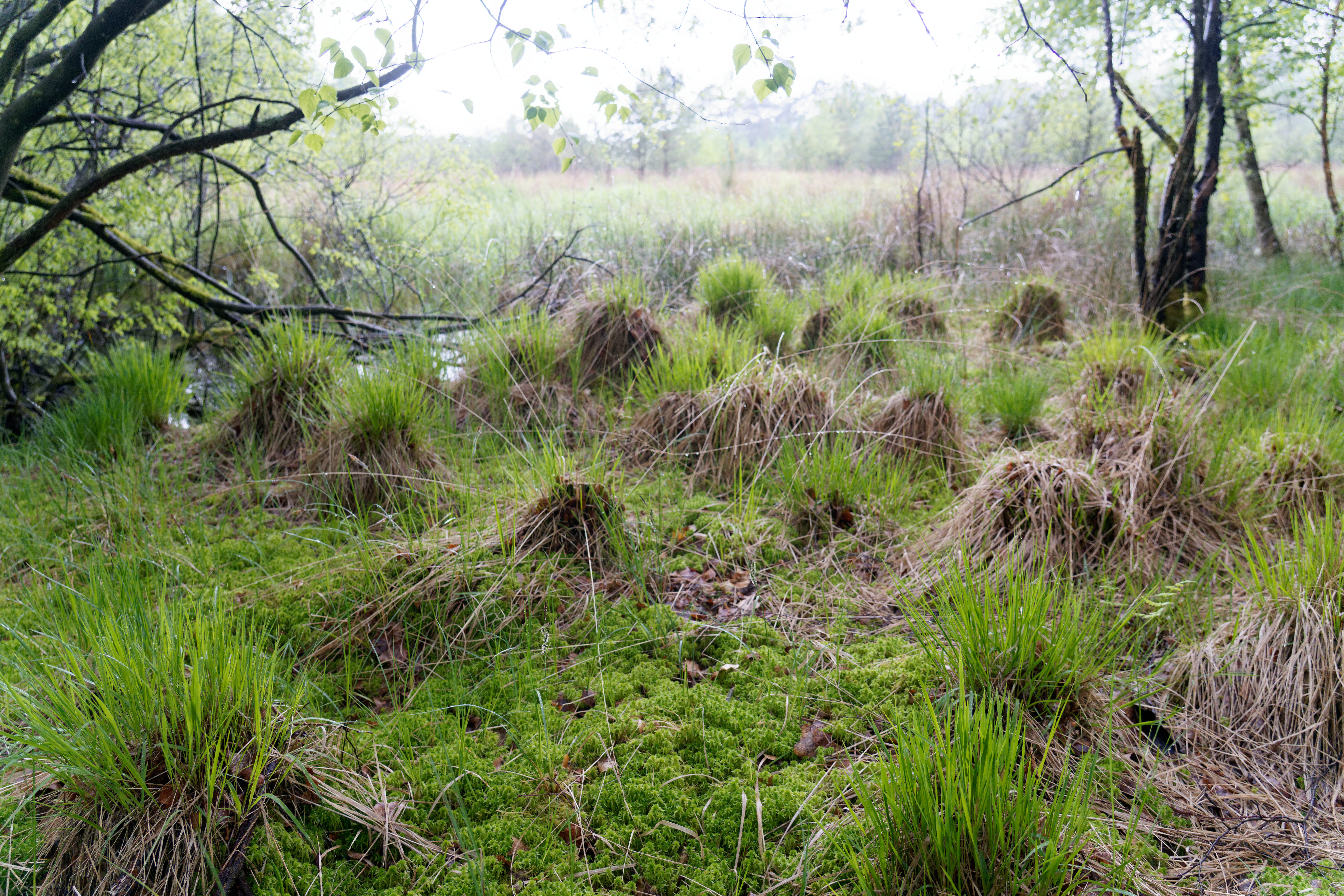
Sphagnum und Bulte
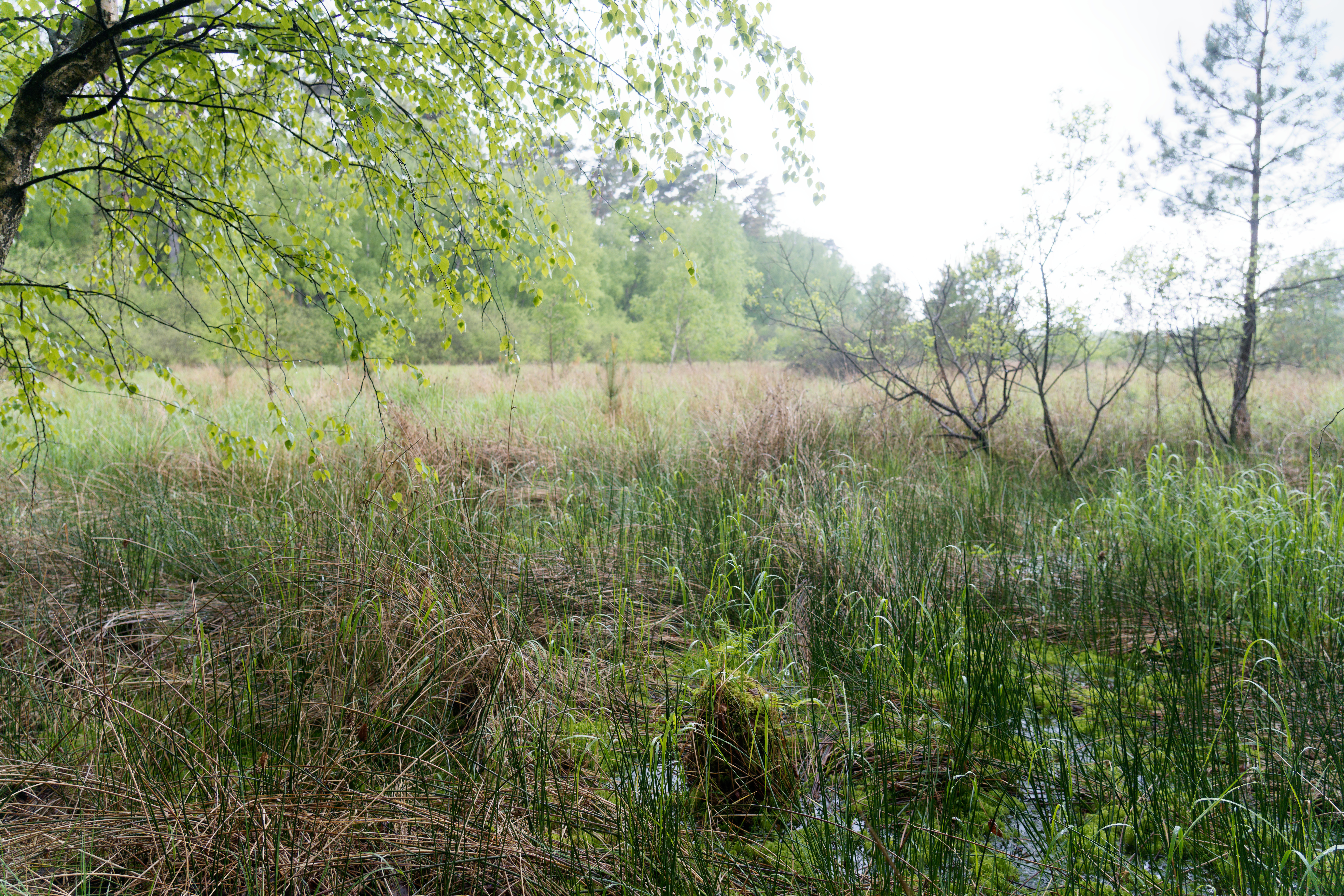
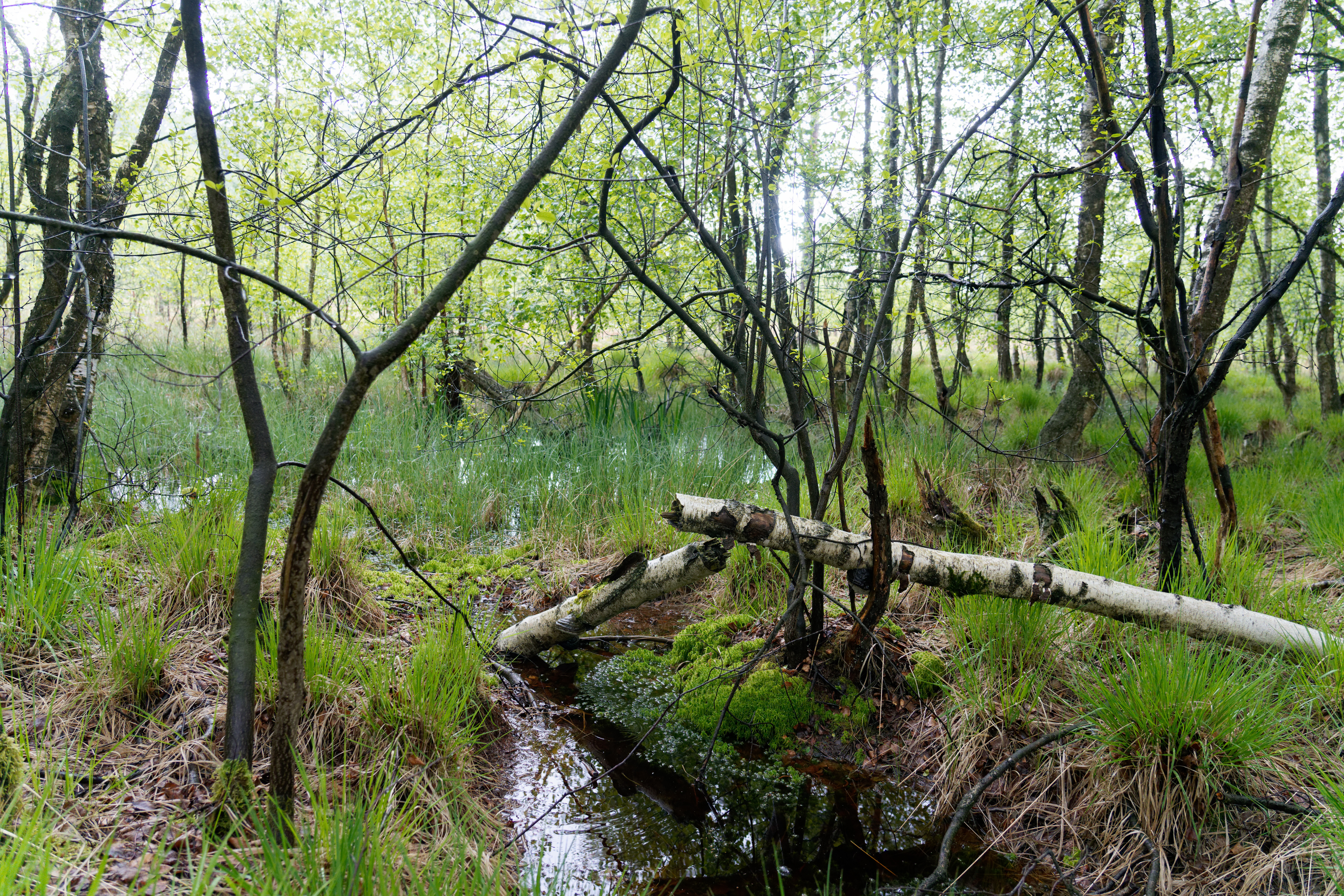
Birkenbruchwald
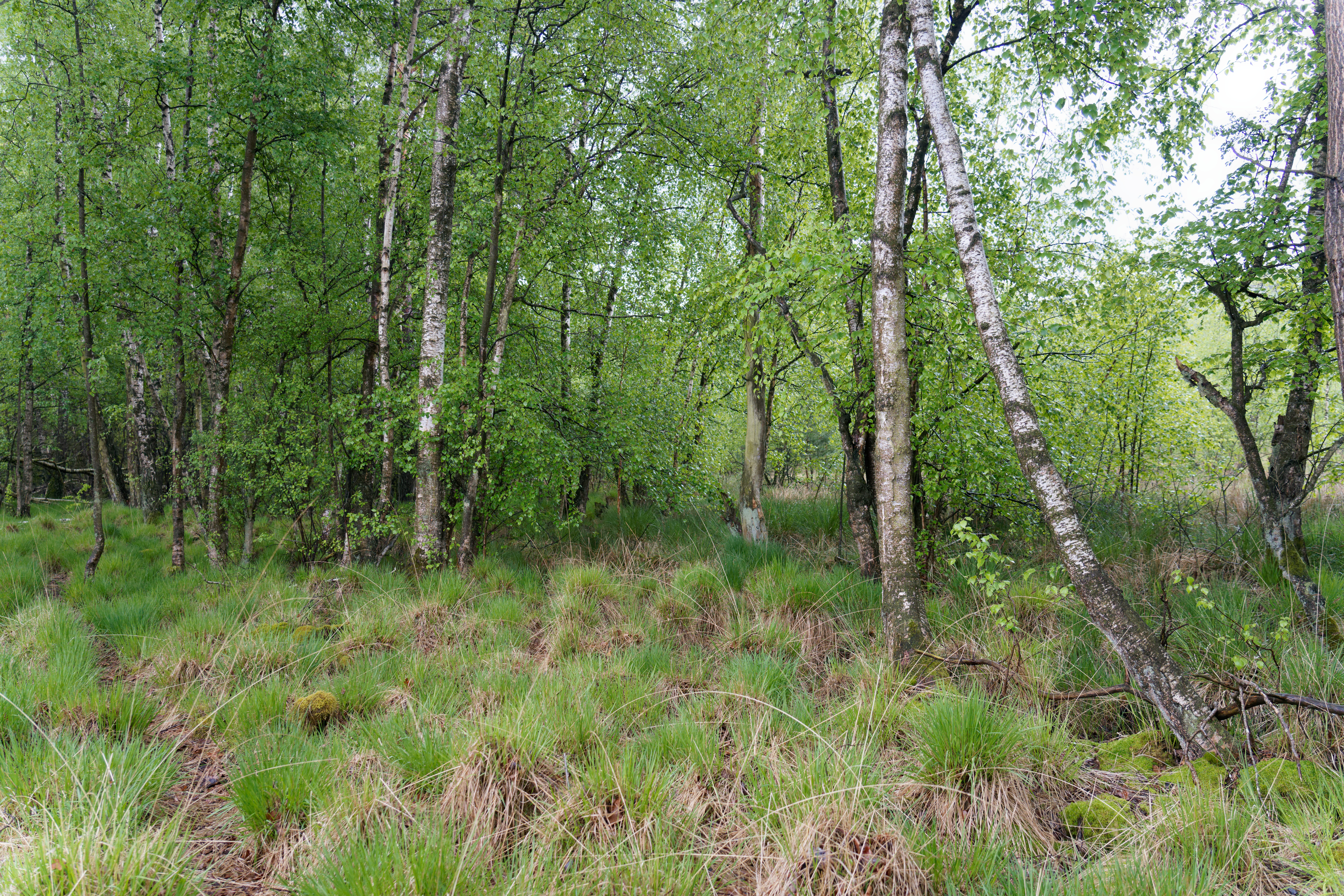
Birkenbruchwald
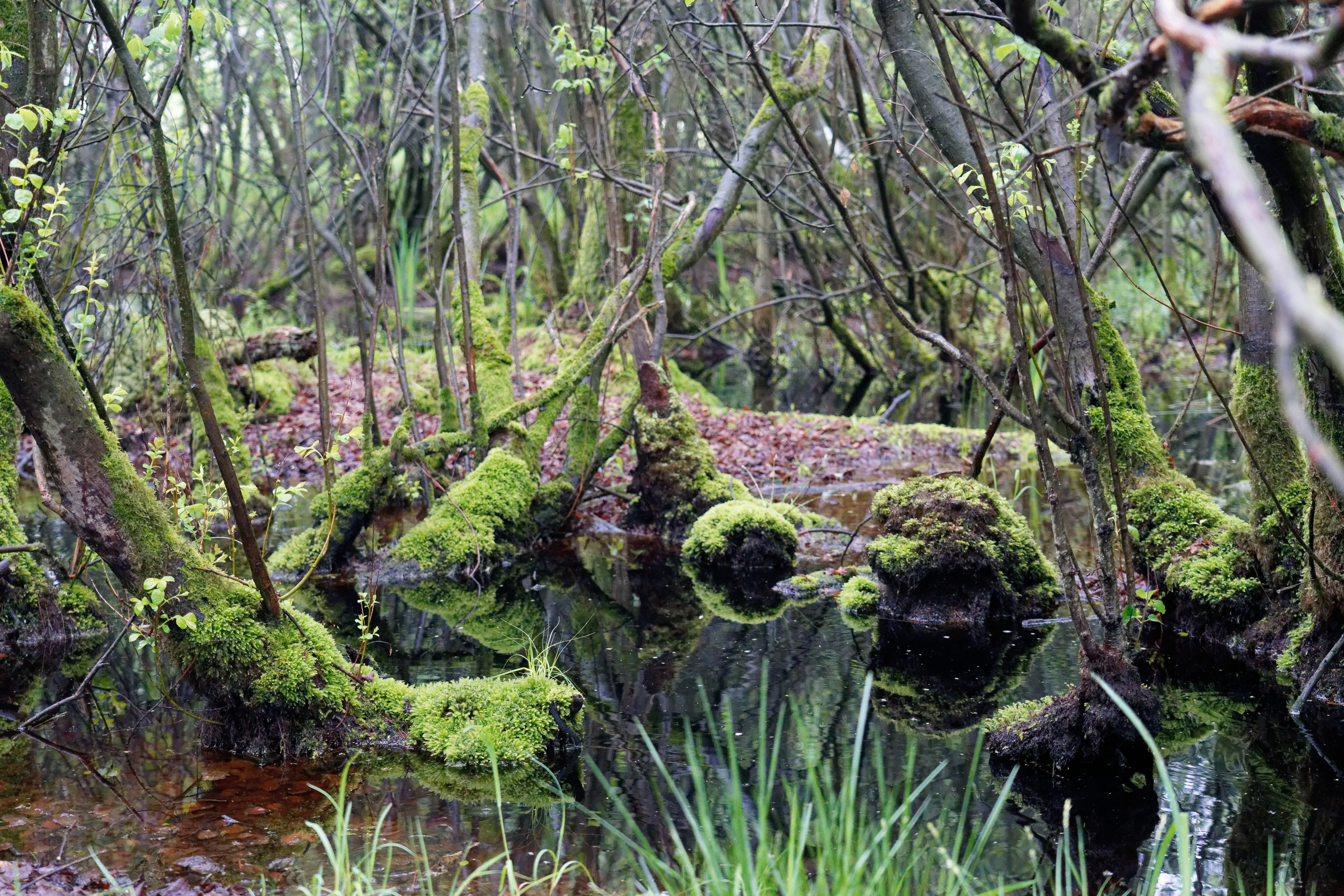
Weidensumpf